# André Vacherot
André Vacherot, född 5 juni 1877 i Paris, död 22 februari 1924 i Rouen, var en fransk tennisspelare, aktiv åren kring 1900. Äldre bror till tennisspelaren Marcel Vacherot.
André och Marcel Vacherot var under 1890-talet och under 1900-talets första år Frankrikes bästa manliga tennisspelare. Under de följande åren övertog Max Decugis den rollen. André deltog under perioden 1894-1905 årligen i de Franska tennismästerskapen. Tävlingarna, som spelades första gången 1891 som mästerskap för herrar på en anläggning vid Ile de Puteaux i Paris, var från början öppen enbart för fransmän och utländska spelare som var medlemmar i någon fransk klubb. Turneringen spelas i dag som Franska öppna. André nådde sju gånger final och vann fyra gånger. År 1894 vann han sin första titel genom finalseger över Gérard Brosselin. Han upprepade segern 1895 (finalseger över Laurent Riboulet) och 1896 (finalseger över Brosselin). År 1901 nådde han finalen igen och besegrade Paul Lebreton. Den titeln blev hans sista i mästerskapen. Han nådde dock finalen också 1903 och 1904, men förlorade båda gångerna till Max Decugis. Sin sista final spelade han 1905 (förlust mot Maurice Germot). Den sista finalmatchen blev extremt lång, och slutsiffrorna blev 6-1, 3-6, 5-7, 20-18, 23-25.

## Mästerskapstitlar
- Franska mästerskapen
  - Singel - 1894, 1895, 1896, 1901